# Coronavirus umano OC43
Il coronavirus umano OC43 (HCoV-OC43) è un ceppo virale del virus Betacoronavirus 1, che infetta l'uomo e il bestiame, del genere Betacoronavirus del sottogenere Embecovirus, in quanto possiede tra le proteine di superficie l'emoagglutinina esterasi (HE).
È un virus a RNA a singolo filamento avvolto, a senso positivo, che entra nella sua cellula ospite legandosi al recettore dell'acido N-acetil-9-O-acetilneuraminico.
Insieme al coronavirus umano 229E, è uno dei virus responsabili del raffreddore comune. Ha una distribuzione mondiale, causando il 10-15% dei casi di raffreddore. Le infezioni mostrano uno schema stagionale con la maggior parte dei casi che si verificano nei mesi invernali.